# Benjamín Gutiérrez
Benjamín Gutiérrez Sáenz (Guadalupe, Costa Rica, 3 de enero de 1937) es un compositor de música clásica contemporánea de Costa Rica.

## Biografía y carrera
Benjamín Gutiérrez Sáenz nació en San José, el 3 de enero de 1937. Inició sus estudios musicales con su abuela materna a temprana edad. En 1953 ingresó a la Escuela de Artes Musicales de la Universidad de Costa Rica donde estudió piano. En 1957 viajó a Guatemala tras recibir una beca, y estudió piano y composición en el Conservatorio Nacional de Música de Guatemala.
Gutiérrez continuó sus estudios musicales en el New England Conservatory of Music en Boston, Estados Unidos, donde sacó su Maestría en Música en 1960. En 1961, continuó sus estudios de composición en Aspen, Colorado, con el compositor francés Darius Milhaud. Después de esto, en 1965 gana una beca para estudiar en el Instituto Latinoamericano de Estudios Musicales Torcuato Di Tella en Buenos Aires, Argentina. Ahí el continua sus estudios con el compositor Alberto Ginastera. 
Luego de perfeccionar sus estudios en composición, regresó a Costa Rica donde se desempeñó como profesor de composición en la Universidad de Costa Rica. También fue profesor de composición en otras instituciones como el Conservatorio Nacional, el Conservatorio de Castella y la Escuela Superior de Música. De 1972 a
1975 fue director de la Escuela de Artes Musicales de la Universidad de Costa Rica y también ha sido Subdirector de la Orquesta Sinfónica Nacional. En 1983 trabajó con Pierre Boulez en el IRCAM en Francia.
Su catálogo de composiciones hizo que quedara como compositor oficial para el Ministerio de Cultura, Juventud y Deportes de Costa Rica. Además un disco con algunas de sus composiciones fue nominado a un Grammy Latino en 2014.
Actualmente, Gutiérrez es profesor emérito de la Universidad de Costa Rica y continúa con su trabajo de compositor.

## Obras Destacadas
- Marianela (ópera basada en novela de Benito Pérez Galdós), 1957[5]
- Concierto para Clarinete y Orquesta, 1959
- Improvisación para Orquesta de Cuerdas, 1961
- Pavana (cuarteto u orquesta de cuerdas), 1961
- Absolutio Post Missam Pro Defunctis (coro, solistas y orquesta), 1964
- Concierto para Violín y Orquesta, 1964
- Homenaje a Juan Santamaría (orquesta sinfónica), 1966[6]
- Variaciones Concertantes para Piano y Orquesta, 1969
- La Tocatina (violín y chelo), 1973
- Preludio y Danza de la Pena Negra (Banda y piano, piano solo)[7]

## Premios y nominaciones[8]
- Alpha Lotta Association 1959
- Juegos Florales de Guatemala 1966
- Premio de Composición Aquileo Echeverría 1962, 1963, 1964, 1973, 1977, 1980 y 1985
- Premio Nacional de Música 1973, 1977, 1980 y 1985
- Premio de Música de Cámara, Teatro Nacional de Costa Rica 1978
- Ganador del Premio Magón 2000
- Premio al Músico del siglo 1999
- Premio al mejor compositor de la historia costarricense 2001